# De ontmaagding van Eva van End
De ontmaagding van Eva van End is een Nederlandse tragikomediefilm uit 2013. De film werd geregisseerd door Michiel ten Horn.

## Synopsis
Wanneer de Duitse uitwisselingsstudent Veit bij de familie Van End komt logeren, wordt deze familie zwaar met zichzelf geconfronteerd. Iedereen in het gezin wordt door het contact met Veit veranderd. Er komt een dramatisch familiegeheim aan het licht.

## Rolbezetting
- Vivian Dierickx als Eva van End
- Rafael Gareisen als Veit
- Jacqueline Blom als Etty van End
- Ton Kas als Evert van End
- Tomer Pawlicki als Erwin van End
- Abe Dijkman  als Emanuel van End